# Brug 1010
Brug 1010 is een bouwkundig kunstwerk in Amsterdam-Zuidoost.
De brug in de vorm van een viaduct is gelegen in de Bijlmerdreef, een van de hoofdverkeersaders van Zuidoost. Het viaduct overspant het Abcouderpad, een voet- en fietspad dat dezelfde wijk doorsnijdt. Het in de periode 1968-1970 gebouwde bouwwerk was nodig vanwege de gescheiden verkeersstromen in deze wijk. Tegelijkertijd werden de Haardsteebrug (brug 1063) en Hakfortbrug (brug 1065) in dezelfde dreef aangelegd over andere voet- en fietspaden.
Het viaduct werd gebouwd naar ontwerp van de Dienst der Publieke Werken; de naam van de specifieke architect werd daarbij niet op de bouwtekeningen vermeld. Onder brug 1010 is echter een afwijkende schakelkast te vinden die het deelt met de Frissensteinbrug, die rond dezelfde tijd is gebouwd. Er kwam een bouwwerk dat geheel uit al dan niet voorgespannen beton is opgebouwd, op de metalen balustraden/leuningen na.
In de eerste twintig jaar van de 21e eeuw kwam de brug enigszins in de verdrukking door de nieuwbouw die aan de Bijlmerdreef werd gepleegd, waaronder Cedar, hoofdkantoor van ING. Dit had onder meer tot gevolg dat de bij de brug behorende trappen gesloopt werden en vervangen door nieuwe. Voorts werd aan de brug een uiterst kleine bruggetje gehangen om het paviljoen, dat voor genoemd hoofdkantoor werd neergezet en waarin een restaurant is gevestigd, direct vanaf de Bijlmerdreef te kunnen bereiken.

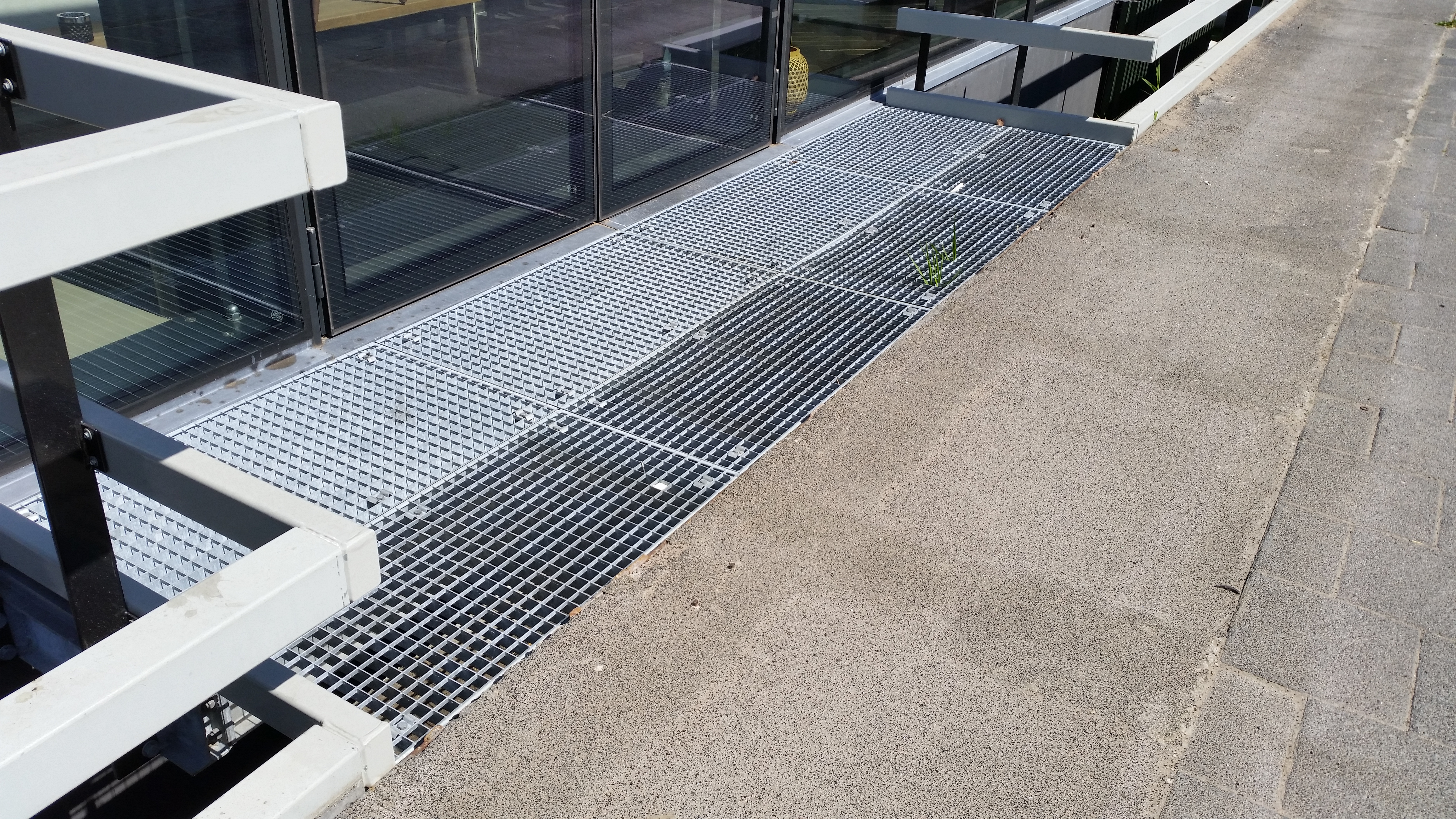
Brug aan een brug (mei 2020)

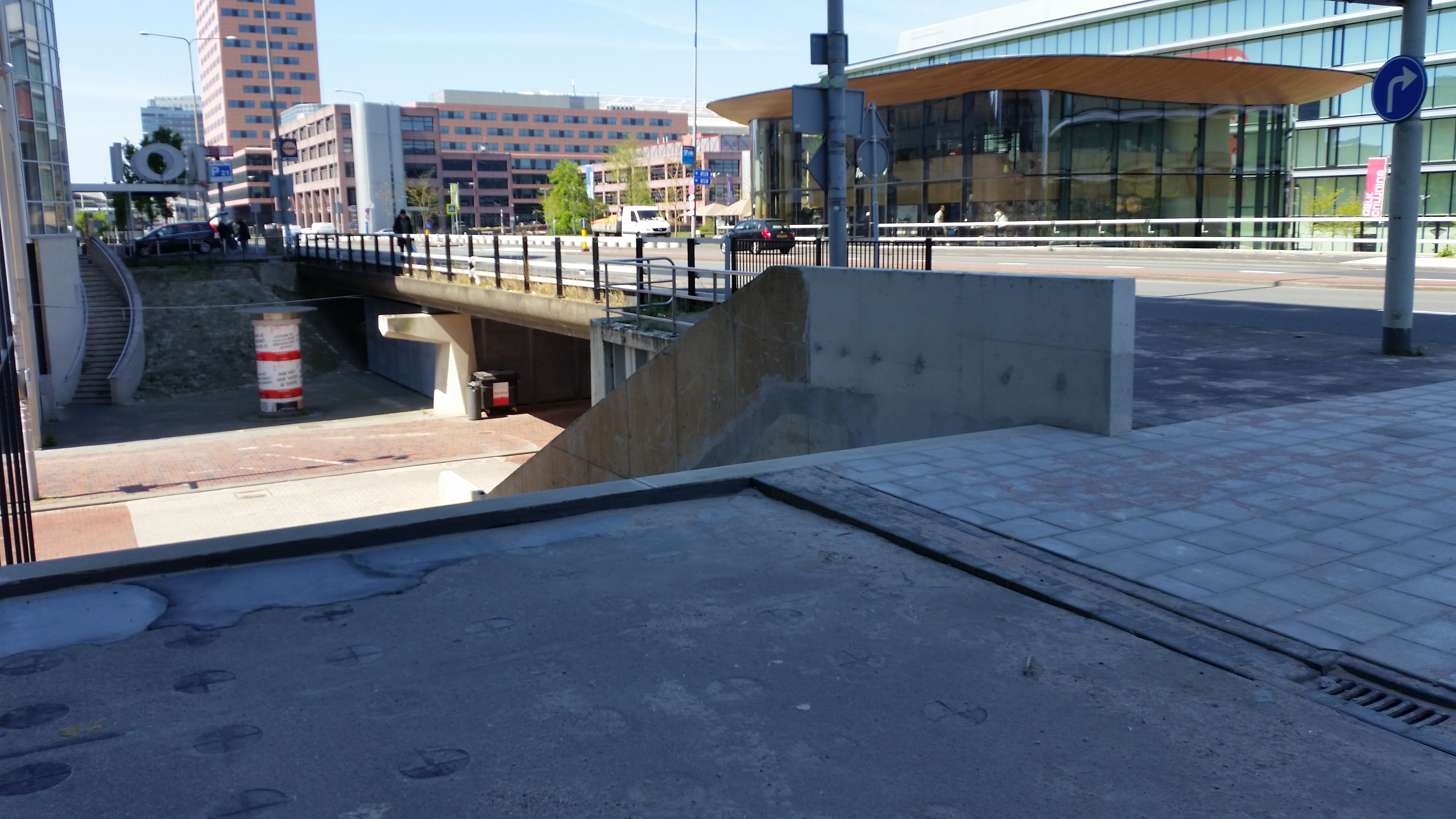
gewijzigde trap (mei 2020)

<<< · 1000 · 1001 · 1002 · 1003 · 1004 · 1005 · 1006 · 1007 · 1008 · 1009 · 1010 · 1011 · 1012 · 1013 · 1014 · 1018 · 1028 · 1029 · 1030 · 1032 · 1033 · 1034 · 1035 · 1036 · 1037 · 1038 · 1039 · 1040 · 1041 · 1044 · 1045 · 1046 · 1048 · 1049 · 1050 · 1051 · 1062 · 1063 · 1064 · 1065 · 1066 · 1067 · 1076 · 1077 · 1078 · 1083 · 1090 · 1092 · 1093 · 1094 · 1095 · 1096 · 1097 · 1098 · 1099 · >>>
Brugnummers  1015, 1016, 1017, 1019, 1020, 1021, 1022, 1023, 1024, 1025, 1026, 1027, 1031, 1042, 1043, 1047, 1052/1053 (niet gebouwd), 1054, 1055, 1056, 1057, 1058, 1059, 1060, 1061, 1068, 1069-1075, 1079, 1080, 1081, 1082, 1084-1088, 1089 en 1091 (onbekend) zijn niet meer vergeven. De meesten daarvan zijn gesloopt in verband met sanering Zuidoost. Alle bruggen lagen en liggen in Zuidoost behalve bruggen 1000 en 1002.